# Андуэса, Федерико
Федерико Андруэса Веласко (исп. Federico Andueza Velazco; родился 25 мая 1997 года, Хуан-Лакасе, Уругвай) — уругвайский футболист, защитник клуба «Монтевидео Уондерерс».

## Клубная карьера
Андруэса — воспитанник кантеры клуба «Монтевидео Уондерерс». 15 марта 2015 года тренер клуба Альфредо Ариас дал возможность 17-летнему игроку дебютировать в основном составе, выпустив с первых минут на матч уругвайской Примеры с клубом «Атенас», который завершился поражением со счётом 1:2. В августе Андруэса сыграл ещё один матч за основной состав, но до 2017 года играл только за молодёжную команду. Там он обратил на себя внимание скаутов ряда зарубежных клубов, в том числе из Италии.
27 января 2017 года Андуэса дебютировал в Кубке Либертадорес, выйдя на замену в концовке матча с боливийским «Университарио» (Сукре). Когда из-за травм выбыли Гастон Буэно и Диего Барбоса, тренер Хорхе Джордано доверил Андуэсе место в стартовом составе в матче 9 февраля с другим боливийским клубом, «Стронгест». Федерико провёл на поле весь матч, который завершился разгромным поражением уругвайцев со счётом 0:4.

## Выступления за сборную
В марте 2016 года тренер Фабиан Които пригласил Андуэсу в сборную Уругвая среди игроков до 20 лет. Федерико принял участие в четырёх товарищеских матчах сборной, которые проходили весной и летом того года.